# NGC 5490
NGC 5490 је елиптична галаксија у сазвежђу Волар која се налази на NGC листи објеката дубоког неба.
Деклинација објекта је + 17° 32' 44" а ректасцензија 14h 9m 57,3s. Привидна величина (магнитуда) објекта NGC 5490 износи 12,0 а фотографска магнитуда 13,0. Налази се на удаљености од 75,349 милиона парсека од Сунца. NGC 5490 је још познат и под ознакама NGC 5490A, UGC 9058, MCG 3-36-65, CGCG 103-95, PGC 50558.